# Pardalaspinus cinereofasciatus
Pardalaspinus cinereofasciatus är en tvåvingeart som först beskrevs av Meijere 1924.  Pardalaspinus cinereofasciatus ingår i släktet Pardalaspinus och familjen borrflugor. Inga underarter finns listade i Catalogue of Life.